# Gabonia gabriela
Gabonia gabriela is een keversoort uit de familie bladkevers (Chrysomelidae). De wetenschappelijke naam van de soort werd in 1981 gepubliceerd door Boppre & Scherer.